# آئورا (نشانه بیماری)
آئورا یا تشعشع نورانی(انگلیسی: Aura) یک اختلال ادراکی و بینایی است که توسط برخی مبتلایان به صرع یا میگرن تجربه می‌شود. علامتی است که قبل از میگرن یا تشنج توسط بیماران دیده می‌شود، آئورا تشنجی یک حمله صرع محسوب می‌شود.
ایجاد صرع و میگرن به دلیل دخالت بخش‌های ویژه‌ای از مغز هستند که علائم آئورا را بروز می‌دهند؛ بنابراین، اگر ناحیه بصری تحت‌تاثیر قرار گیرد، آئورا از نشانه‌های بصری تشکیل خواهد شد؛ در حالی که اگر در ناحیهٔ حسی باشد، علائم حسی رخ خواهند داد.

## آئورای صرعی
آئورای صرعی یا تشنجی که در بیماران مبتلا به صرع لوب گیجگاهی دیده می‌شود، نتیجه فعال شدن قشر عملکردی توسط ترشحات عصبی غیرطبیعی مغز است. علاوه بر اینکه یک علامت هشدار برای یک صرع و تشنج قریب‌الوقوع است، اهمیت آئورا این دلیل است که روشن می‌کند که تغییر در کجا باعث وقوع این حمله شده‌است و ماهیت آئورا می‌تواند بینشی در مورد محلی سازی و جانبی شدن تشنج یا میگرن بدهد. آئوراها همچنین به برخی از افراد مبتلا به صرع، کمک می‌کند که قبل از آنکه دچار صرع شوند، با آگاهی قبلی، از آسیب دیدن خود جلوگیری کنند. در حقیقت دیدن یک آئورا (تششع نورانی) به معنای علامت شروع یک حمله تشنجی و آغاز توهمات شنوایی، بینایی و بویایی و… می‌باشد
شایع‌ترین آئوراها شامل علائم حرکتی، حسی جسمی (مثل خواب رفتن اندام)، بینایی و شنوایی است. فعال شدن در مغز در طول آئورا می‌تواند در چندین ناحیه به‌طور مداوم یا ناپیوسته، در یک طرف یا به هر دو طرف گسترش یابد.
آئوراها به‌ویژه در تشنج‌های کانونی رایج هستند. اگر قشر حرکتی در صرع بیش از حد نورون‌ها نقش داشته باشد، در این صورت آئوراها (تشعشع‌های نورانی) به حرکت در خواهند آمد. به همین ترتیب، آئوراها حسی جسمی (مانند گزگز، بی‌حسی و درد) در صورت درگیر شدن قشر حسی جسمی می‌توانند ایجاد شوند. هنگامی که قشر اولیه حسی جسمی فعال می‌شود، قسمت‌های مجزای بیشتری در طرف مقابل بدن و نواحی حسی جسمی ثانویه منجر به علائمی در همان طرف کانون تشنج می‌شوند.
آئوراهای بصری می‌توانند ساده یا پیچیده باشند. علائم بصری ساده می‌تواند شامل نورها/اشکال/رنگ‌های ثابت، چشمک زن یا متحرک باشد که عمدتاً در اثر فعالیت غیرطبیعی در قشر بینایی اولیه ایجاد می‌شود. آئوراهای بصری پیچیده نیز می‌تواند شامل افراد، صحنه‌ها و اشیاء و فرشتگان وغیره باشد که از تحریک اتصال گیجگاهی-پس‌سری ناشی می‌شود و به سمت یک همی فیلد جانبی می‌شود. آئوراهای شنیداری نیز می‌توانند ساده (زنگ، وزوز) یا پیچیده (صداها، موسیقی) باشند. در برخی موارد ممکن است آئوراهای شنیداری و گفتاری با هم همراه شوند. علائم ساده می‌تواند از فعال شدن در قشر شنوایی اولیه و علائم پیچیده از قشر تمپورو-اکسیپیتال در محل نواحی تداعی شنوایی رخ می‌دهد.

## آئورای میگرنی
آئورای میگرنی در اکثر موارد بصری و بینایی است، زیرا اختلال عملکرد از قشر بینایی شروع می‌شود. آئورا معمولاً پس از زمان از چند دقیقه تا یک ساعت با سردرد میگرنی همراه است. با این حال، آئورای میگرنی می‌تواند خود را به صورت مجزا و به تنهایی نشان دهد، یعنی بدون سردرد بروز کند. آئورا می‌تواند در تمام مدت میگرن با فرد مبتلا به آن باقی بماند. بسته به نوع آئورا، می‌تواند فرد را سرگردان و گیج کند. برای مبتلایان به میگرن معمول است که در طول میگرن بیش از یک نوع آئورا را تجربه کنند. اکثر افرادی که آئورا دارند هر بار یک نوع آئورا را می‌بینند. آئوراها همچنین می‌توانند با شروع ناگهانی هراس، حمله پانیک یا بروز اضطراب اشتباه گرفته شوند، که در تشخیص بیماری مشکل ایجاد می‌کند. تشخیص افتراقی بیمارانی که علائم خواب‌رفتگی، مسخ واقعیت، سرگیجه، درد قفسه سینه، لرزش و تپش قلب را تجربه می‌کنند، می‌تواند بسیار چالش‌برانگیز و سخت باشد.

## نمونه‌ها

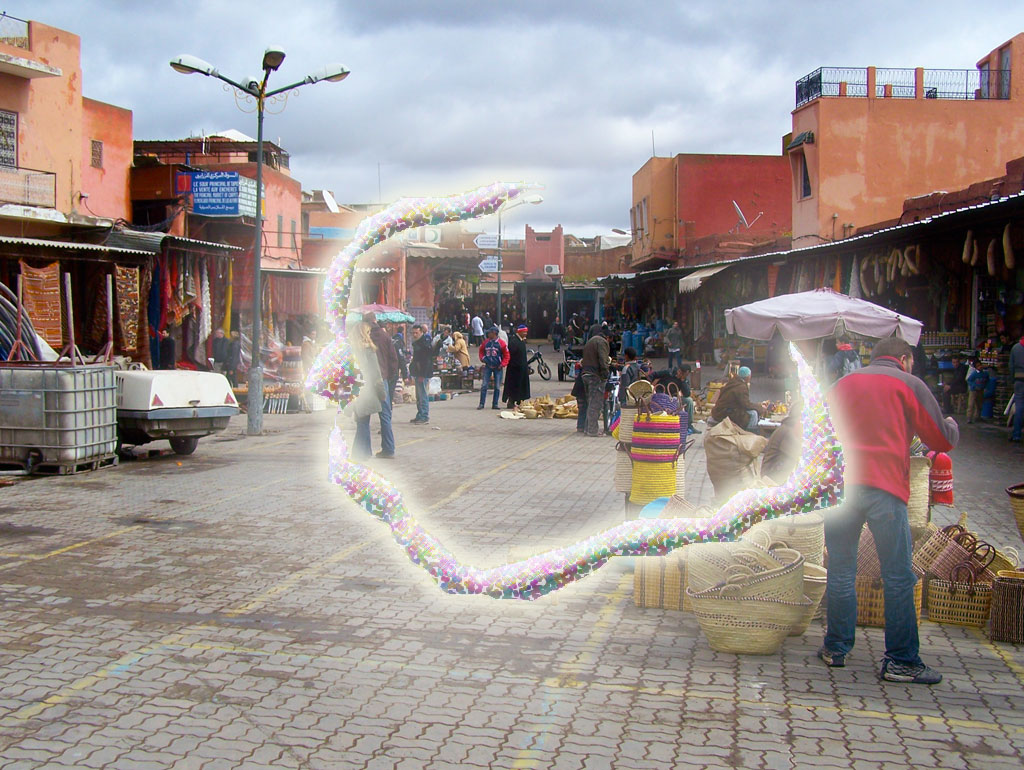
تصویر هنری از آئورای اسکوتوم سوسوزن (نورهای چشمک زن)

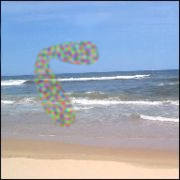
نمونه‌ای از آئورای گرفتگی‌های چشمک‌زن (اسکوتومای سوسوزن)

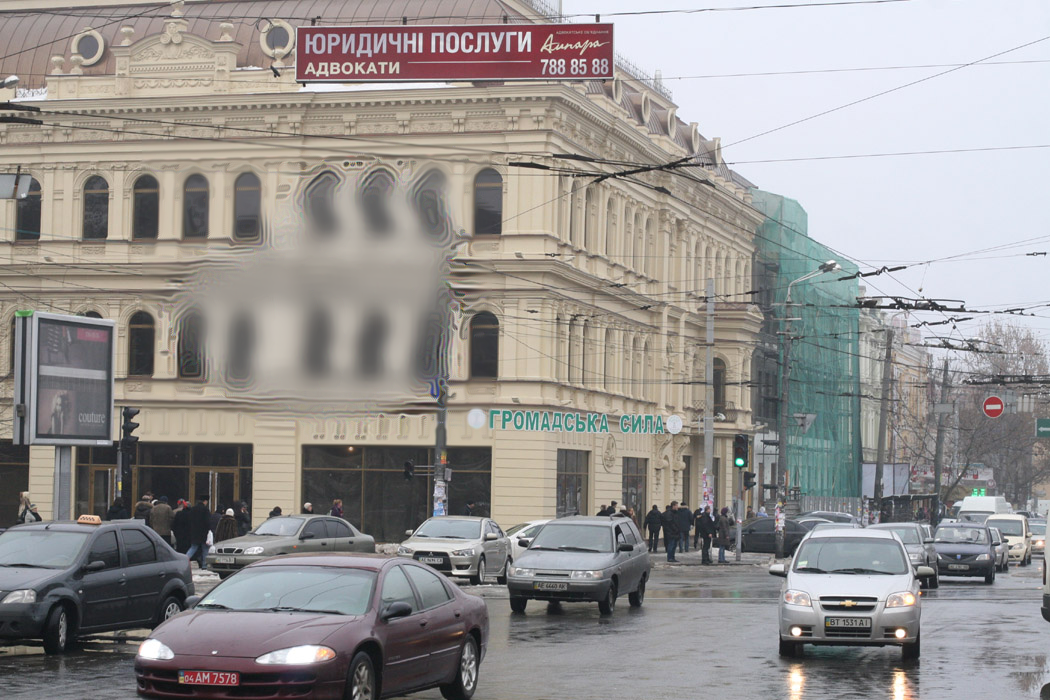
نمونه ای از گرفتگی‌های چشمک‌زن که ناحیه‌ای را کم‌رنگ و مبهم می‌کند

### تغییرات بصری
- نورها و حباب‌های روشن
- خطوط زیگزاگی
- اعوجاج در اندازه یا شکل اجسام
- میدان بینایی ارتعاشی
- گرفتگی‌های چشمک‌زن
  - لکه‌های درخشان و ضربان دار، اغلب خمیده
  - دید تونلی
- لکه تار
  - نقاط کور یا تاریک
  - اثر پرده مانند روی یک چشم
  - لکه‌ها به آرامی پخش می‌شوند
- اثر زیبابین
- کوری موقت در یک یا هر دو چشم
- حساسیت شدید به نور

### تغییرات شنوایی
- شنیدن صداها یا آوازهایی که وجود خارجی ندارند: توهمات شنوایی ایجاد می‌شود.
- تغییر صداها یا آواها در محیط: وزوز، لرزش، مدولاسیون دامنه یا سایر مدولاسیون‌ها
- افزایش حساسیت به شنوایی
- اختلال عملکرد دهلیزی که باعث سرگیجه می‌شود.[۱۱]

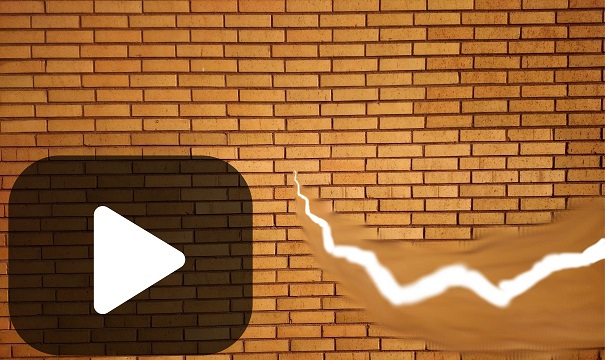
انیمیشن گرفتگی‌های چشمک‌زن، که در آن سوسوزن‌ها(چشمک‌زن‌ها) دارای الگوی زیگزاگی هستند که از مرکز دید شروع می‌شود، توسط یک ناحیه گرفته شده تا حدودی بزرگ‌تر با اعوجاج اشکال احاطه شده‌است.
یک آئورا «کرم شب تاب». این نوع آئورا پایدار و بدون انفارکتوس مغزی است.
یک آئورا مارپیچ.